# Bình Định, Lương Tài
Bình Định là một xã thuộc huyện Lương Tài, tỉnh Bắc Ninh, Việt Nam.
Xã Bình Định có diện tích 1,28 km², dân số năm 1999 là 8708 người, mật độ dân số đạt 6803 người/km².